# Macrosteles chobauti
Macrosteles chobauti är en insektsart som beskrevs av Ribaut 1952. Macrosteles chobauti ingår i släktet Macrosteles och familjen dvärgstritar. Inga underarter finns listade i Catalogue of Life.